# Plamen Nikolov
Plamen Nikolov   (Pleven, 24 de juny de 1957) és un exfutbolista búlgar de la dècada de 1980.
Fou 55 cops internacional amb la selecció búlgara.
Pel que fa a clubs, defensà els colors de PFC Levski Sofia i FC Antwerp.